# دره گاومیش (کوهرنگ)
دره گاومیش روستایی است در شهرستان کوهرنگ، بخش بازفت، استان چهارمحال و بختیاری.